# ロバート・ジョン・"マット"・ラング
ロバート・ジョン・"マット"・ラング（Robert John "Mutt" Lange、1948年11月11日- ）は、南アフリカ連邦出身の音楽プロデューサー、ソングライター。AC/DC、デフ・レパード、フォリナー、カーズ、ブライアン・アダムス、シャナイア・トゥエイン、バックストリート・ボーイズ、セリーヌ・ディオン、ブリトニー・スピアーズ、ザ・コアーズ、ニッケルバック、マルーン5、レディー・ガガ、ミューズなどのアーティストのプロデューサー・共同作業者として知られる。

## 来歴
ロバート・ジョン・ラングは、北ローデシア（現在のザンビア共和国）のムフリラ生まれ。南アフリカ連邦のダーバンにおいて、南アフリカ人の鉱山技師の父親とドイツ人の母親のもとで育つ。ラングの友人たちからはジョン (ミドルネーム) と呼ばれていたが、ニックネームを好む両親は彼を「マット」と呼んだ。幼い頃からカントリー・ミュージックに興味を持ち、特にスリム・ホイットマンがラングのお気に入りだった。
南アフリカのベルファストにある寄宿学校に入り、ラングはバンドでギターを弾くようになる。高校卒業後、レコーディングスタジオでコマーシャル制作の仕事に就き、ヨハネスブルグ近郊で友人たちと「サウンド・リーズン」（Sound Reason）と「ホーカス」（Hocus）というバンドを結成する。ホーカスでは、ラングはベースを担当。同バンドでボーカル兼ピアノを担当していたスティーヴィ・ヴァン・カーケンと後に結婚する（1970年代に離婚。ラングは1995年に彼女のソロアルバムをプロデュースしている）。ホーカス解散後、ラングはプロデュースの仕事に専念することを決意しロンドンに移住する。
ロンドンに移住したラングは数多くのプロデュースの仕事に就き、その中でブームタウン・ラッツのシングル「ラット・トラップ」が1978年11月にイギリスで1位を獲得する。1979年には、自身がヴォーカルを取った、スーパーチャージの「ウィ・ボース・ビリーヴ・イン・ラヴ」を発表。同年、AC/DCのアルバム『地獄のハイウェイ』を手掛け、初の大ヒットを記録した（全米17位）。リードボーカルのボン・スコットが亡くなった後、ブライアン・ジョンソンを後任に迎えたアルバム『バック・イン・ブラック』をプロデュースする。1980年にリリースされたこのアルバムのセールスは全世界で5,000万枚を超えており、アメリカでの総売上は2024年の時点で2,600万枚となり、イーグルスの『グレイテスト・ヒッツ 1971-1975』、マイケル・ジャクソンの『スリラー』に次いで、イーグルスの『ホテル・カリフォルニア』と同率3位のセールスを記録している。
1981年、ラングがプロデュースしたフォリナーの『4』が全米チャートで10週連続1位を記録し、シングル「ガール・ライク・ユー」も全米チャート10週連続2位を記録。アメリカでのアルバム総売上は600万枚を超える。
1982年、ラングが作曲したヒューイ・ルイス&ザ・ニュースのシングル「ビリーヴ・イン・ラヴ」（『ベイエリアの風』収録）が全米7位となり、バンド初のトップ10ヒットを記録した。ヒューイ・ルイスは1970年代に「クローバー」というバンドに在籍しており、ラングが2枚のアルバムをプロデュースしている。ルイスとは1991年のヒューイ・ルイス&ザ・ニュースのシングル「ヒット・ミー・ライク・ア・ハマー」（『ハード・アット・プレイ』収録）を共作している（全米21位）。
ラングは、AC/DCのマネージャーであるピーター・メンチを通じて、新進気鋭のイギリスのバンド、デフ・レパードを紹介され、デフ・レパードの生々しいサウンドにラング独自の手法を駆使したアルバム『ハイ&ドライ』を完成させた。1983年の『炎のターゲット』でのラングとバンドのコラボレーションはさらに複雑になり、全曲で彼が共同作曲者として名を連ねているこのアルバムは全米で最高2位を獲得し、最終的にはアメリカだけで1,000万枚以上を売り上げた。
その後もラングは引き続きデフ・レパードとの楽曲制作に携わっていたが、カーズの『ハートビート・シティ』（1984年、全米3位）のプロデュースやラヴァーボーイへの楽曲提供（「ラビング・エブリ・ミニット」- 1985年、全米9位）など過密なスケジュールにより精神的・肉体的にも疲弊していたため、デフ・レパードの次作アルバムのプロデュース依頼を断った。その後、ラングに代わるプロデューサーとの作業が難航していたバンドは、1985年半ばに改めてラングにプロデュースを依頼。1987年初頭まで及んだレコーディングの末、同年8月にリリースされた『ヒステリア』は、全米ナンバーワン曲「ラヴ・バイツ」を含む7枚のシングルヒットが生まれ、世界的な売り上げは2017年の時点で2,500万枚を超えている。
1988年、ビリー・オーシャンのアルバム『テアー・ダウン・ジーズ・ウォールズ』の3曲を共作&プロデュース。そのうち「明日へのハイウェイ」(Get Outta My Dreams, Get into My Car) は全米ナンバーワンを記録。
1991年には、ブライアン・アダムスのアルバム『ウェイキング・アップ・ザ・ネイバーズ』をプロデュース。全米6位、全英1位を記録した。ラングも共同作曲者として名を連ねている映画『ロビン・フッド』のテーマ曲「アイ・ドゥ・イット・フォー・ユー」は、全米で7週連続1位、全英では16週連続1位となり、ギネスブックに最長連続1位の作品として登録された。
1993年、ブライアン・アダムス、ロッド・スチュワート、スティングのコラボレーションによる映画『三銃士』のテーマ曲「オール・フォー・ラヴ」がリリースされる。ラングがアダムスとマイケル・ケイメンと共作した本曲は全米チャートで3週連続1位（全英2位）を記録する。
1993年、カナダのカントリー歌手、シャナイア・トゥエインと出会ったことで、ラングのキャリアはさらなる大きな一歩を踏み出した。トゥエインのデビューアルバムを聴いた後、ラングはマーキュリー・レコードを通じて彼女に連絡を取り、2人は電話でのやり取りを始めた。「マネージャーから、イギリスにいる男性が私のビデオを見て興味を持っていると聞き、私は彼がソングライターだと思って彼からの電話を受けました。その時、私はマット・ラングがどのような人物なのか知りませんでした」とトゥエインはアメリカン・ミュージック・チャンネルで語っている。2人は1993年12月に結婚した。
彼らはすぐに最初のコラボレーションであるアルバム『ウーマン・イン・ミー』の制作に取り掛かった。1995年にリリースされた同アルバムは、アメリカで1,200万枚のセールスを記録した。続く『カム・オン・オーヴァー』（1997年）は、アメリカで2,000万枚、全世界で4,000万枚を超えるセールスを記録し、アメリカおよび全世界で女性ソロアーティストによる最も売れたアルバムとしてギネスブックに登録された。
1990年代後半から2000年にかけて、ラングはシャナイア・トゥエイン以外にも、バックストリート・ボーイズ、セリーヌ・ディオン、ブリトニー・スピアーズといったアーティストのプロデュースにも注力した。また、ザ・コアーズの『イン・ブルー』をプロデュースし、ラングも作曲に携わった「ブレスレス」はバンド初の全英1位を記録した。
2001年8月にはラングとトゥエインの長男であるエジャ・ダンジェロが誕生。夫妻は子育てと、翌年にリリースされたアルバム『アップ！』の制作を両立させなければならなかった。
2008年、ニッケルバックの『ダーク・ホース』をプロデュース。かねてからラングのことをヒーローと崇めていたチャド・クルーガーたっての希望により実現した。アルバムは全米2位を記録し、300万枚以上を売り上げた。
2008年5月、トゥエインの所属レーベルであるマーキュリー・ナッシュビルの広報担当者は、ラングとトゥエインが別居状態にあることを発表。2人は2010年6月に正式に離婚した。
2010年代には、マルーン5の『ハンズ・オール・オーヴァー』（2010年、全米2位）や、ミューズの『ドローンズ』（2015年、全米・全英1位）などをプロデュースした。また、レディー・ガガのシングル「ユー・アンド・アイ」（2011年、全米6位）のプロデュースにも関わっている。

## ディスコグラフィ

### 主なプロデュース作品
（アルバム全曲、または収録曲をプロデュース）
- シティ・ボーイ（英語版）『シティ・ボーイ』- City Boy（1976年）
- シティ・ボーイ『リッツ・ホテルの晩餐会』- Dinner at the Ritz（1976年）
- ケヴィン・コイン（英語版） In Living Black and White（1976年）
- マラード（英語版） In a Different Climate（1976年）
- グラハム・パーカー&ザ・ルーモア（英語版）『ヒート・トリートメント』- Heat Treatment（1976年）
- スーパーチャージ（英語版）『ナスティ旋風』- Local Lads Make Good（1976年）
- モーターズ（英語版）『暴動野郎』- 1（1977年）
- シティ・ボーイ『流れ者』- Young Men Gone West（1977年）
- クローバー（英語版） Unavailable（1977年）
- クローバー Love on the Wire（1977年）
- スーパーチャージ『ホライゾンタル・リフレッシュメント』- Horizontal Refreshment（1977年）
- ブームタウン・ラッツ『ブームタウン・ラッツ』- The Boomtown Rats（1977年）
- ザ・ルーモア『マックス／噂のルーモア』- Max（1977年）
- サヴォイ・ブラウン（英語版） Savage Return（1978年）
- マイケル・スタンリー・バンド（英語版） Cabin Fever（1978年）
- シティ・ボーイ『君のナンバー5705』- Book Early（1978年）
- アウトローズ（英語版） 『勝利の雄叫び』- Playin' to Win（1978年）
- ブームタウン・ラッツ『トニック・フォー・ザ・トゥループス』- A Tonic for the Troops（1978年）
- デフ・スクール（英語版）『イングリッシュ・ボーイズ／ワーキング・ガールズ』- English Boys/Working Girls（1978年）
- シティ・ボーイ『アース・コート・ファイヤー』- The Day the Earth Caught Fire（1979年）
- レコーズ（英語版）『シェイズ・イン・ベッド』- Shades in Bed（1979年）
- スーパーチャージ『ボディ・リズム』- Body Rhythm（1979年）
- ブームタウン・ラッツ『哀愁のマンデイ』- The Fine Art of Surfacing（1979年）
先行シングル「哀愁のマンデイ」(I Don't Like Mondays) は、フィル・ワインマンのプロデュース。
- AC/DC『地獄のハイウェイ』- Highway to Hell（1979年）
- タイクーン（英語版）『大君』- Tycoon（1979年）
- ブロークン・ホーム『廃墟の陰謀』- Broken Home（1980年）
- AC/DC『バック・イン・ブラック』- Back in Black（1980年）
- フォリナー『4』- 4（1981年）
- デフ・レパード『ハイ&ドライ』- High 'N' Dry（1981年）
- AC/DC『悪魔の招待状』- For Those About to Rock We Salute You（1981年）
- デフ・レパード『炎のターゲット』- Pyromania（1983年）
- カーズ『ハートビート・シティ』- Heartbeat City（1984年）
- デフ・レパード『ヒステリア』- Hysteria（1987年）
- ロミオズ・ドーター『ロミオズ・ドーター～夢の落し子』- Romeo's Daughter（1988年）
7曲を共作&プロデュース。
- ビリー・オーシャン『テアー・ダウン・ジーズ・ウォールズ』- Tear Down These Walls（1988年）
- ブライアン・アダムス『ウェイキング・アップ・ザ・ネイバーズ』- Waking Up the Neighbours（1991年）
- デフ・レパード『アドレナライズ』- Adrenalize（1992年）
エグゼクティブ・プロデューサーとして参加。作曲者としてほぼ全曲をバンドと共作。
- マイケル・ボルトン『ワン・シング』- The One Thing（1993年）
3曲を共作&プロデュース。
- スティーヴィ・ヴァン（英語版） - Stevie Vann（1995年）
- シャナイア・トゥエイン『ウーマン・イン・ミー』- The Woman in Me（1995年）
- ブライアン・アダムス『18 TIL I DIE』- 18 til I Die（1996年）
アルバムのほぼ全曲を共作。
- シャナイア・トゥエイン『カム・オン・オーヴァー』- Come on Over（1997年）
- ザ・コアーズ『イン・ブルー』- In Blue（2000年）
3曲を共作&プロデュース。
- ブリトニー・スピアーズ『ウップス!...アイ・ディド・イット・アゲイン』- Oops!... I Did It Again（2000年）
シングル「ドント・レット・ミー・ビー・ザ・ラスト・トゥ・ノウ」を共作&プロデュース。
- シャナイア・トゥエイン『アップ』- Up!（2002年）
- ブライアン・アダムス『ルーム・サービス』- Room Service（2004年）
セカンドシングル「フライング」を共作&プロデュース。
- シャナイア・トゥエイン『グレイテスト・ヒッツ』- Greatest Hits（2004年）
- ブライアン・アダムス『11』- 11（2008年）
4曲を共作&2曲をプロデュース。
- ニッケルバック『ダーク・ホース』- Dark Horse（2008年）
- マルーン5『ハンズ・オール・オーヴァー』- Hands All Over（2010年）
- レディー・ガガ『ボーン・ディス・ウェイ』- Born This Way（2011年）
シングル「ユー・アンド・アイ」をプロデュース。
- ミューズ『ドローンズ』- Drones（2015年）
- ブライアン・アダムス『ソー・ハッピー・イット・ハーツ』- So Happy It Hurts（2022年）
5曲を共作&プロデュース。

## 受賞歴

### グラミー賞
- 1991年 第34回グラミー賞
ブライアン・アダムス「アイ・ドゥ・イット・フォー・ユー」- 最優秀楽曲（映画もしくはテレビ向け）
- 1995年 第38回グラミー賞
シャナイア・トゥエイン『ウーマン・イン・ミー』- 最優秀カントリー・アルバム
- 1998年 第41回グラミー賞
シャナイア・トゥエイン「スティル・ザ・ワン」- 最優秀カントリー・ソング
- 1999年 第42回グラミー賞
シャナイア・トゥエイン「カム・オン・オーヴァー」- 最優秀カントリー・ソング
- 2015年 第58回グラミー賞
ミューズ『ドローンズ』 – 最優秀ロック・アルバム[38]